# Бейсенбаев, Муратхан Бейсенбаевич
Муратхан Бейсенбаевич Бейсенбаев, другой вариант фамилии — Бейсембаев (каз. Мұратхан Бесембаев; 2 марта 1926 года — 3 июля 1998 года, Семей, Казахстан) — работник промышленного производства, машинист вращающихся печей цеха «Обжиг» Семипалатинского цементно-шиферного комбината, Герой Социалистического Труда (07.05.1971), депутат Верховного Совета Казахской ССР.

## Биография
Происходит из рода Камбар рода Каракесек племени Аргын.
Родился в степном районе Казахстана. Окончил среднюю школу и училище.
В 1955 г. приехал в Семипалатинск, где вступил на должность зам. директора строительного училища.
В начале 1958 г. перешёл на строящийся Семипалатинский цементный завод в котором принимал активное участие в его строительстве. Так описывал он его открытие в своей книге: "Coстоялась презентация нашего oгрoмнoгo завода. В очах людей горит надежда. Ведь все организации испытывают дефицит цементa. Продукция, которую ждали многие, вот в моих ладонях! Kакой же обжигающе горячий клинкер! Kpacoтy первого клинкера словами не описать. Сколько лет мы ждали его. Я молча потянул полные клинкера ладони к народу, но в душе я кричал: «Смотрите, удивляйтесь, на свет появился еще один гигант». Эти моменты Муратхан Бейсенбаевич запомнил на всю свою жизнь. Он говорил, что жар от тех печей сохранился у него не на ладонях, а в самом сердце!
Окончил курсы машинистов вращающихся печей, несколько месяцев стажировался на действующих цементных заводах. После возвращения из командировки — машинист вращающихся печей цеха «Обжиг» (именно ему в канун ноябрьского праздника 1958 года доверили честь нажать кнопку пульта первой вращающейся печи СЦЗ). Своим умением обращаться с печью он добился бесперебойной ее работы (без замены футеровки - укладки печи специальными кирпичами) в течение 240 суток вместо 150 по плану, за счет чего ежегодно экономилось около 64 тысяч рублей. Помимо основной работы занимался обучением других.
Указом Президиума Верховного Совета СССР от 7 мая 1971 года Бейсембаеву Муратхану присвоено звание Героя Социалистического Труда за самоотверженный труд, перевыполнение плановых заданий восьмой пятилетки. Награждён медалью «За доблестный труд».
Делегат XXIII съезда КПСС (1966).
1973-1977 гг. был депутатом областного Совета народных депутатов, а затем депутатом Верховного Совета Казахской ССР, в 1985 г. - член бюро обкома Компартии Казахстана XXIV съезда КПСС.

## Переименование улицы в г. Семей
22 июня 2021 г. улица Цементная г. Семей была переименована в честь Муратхана Бейсембаева

## Музей Трудовой Славы

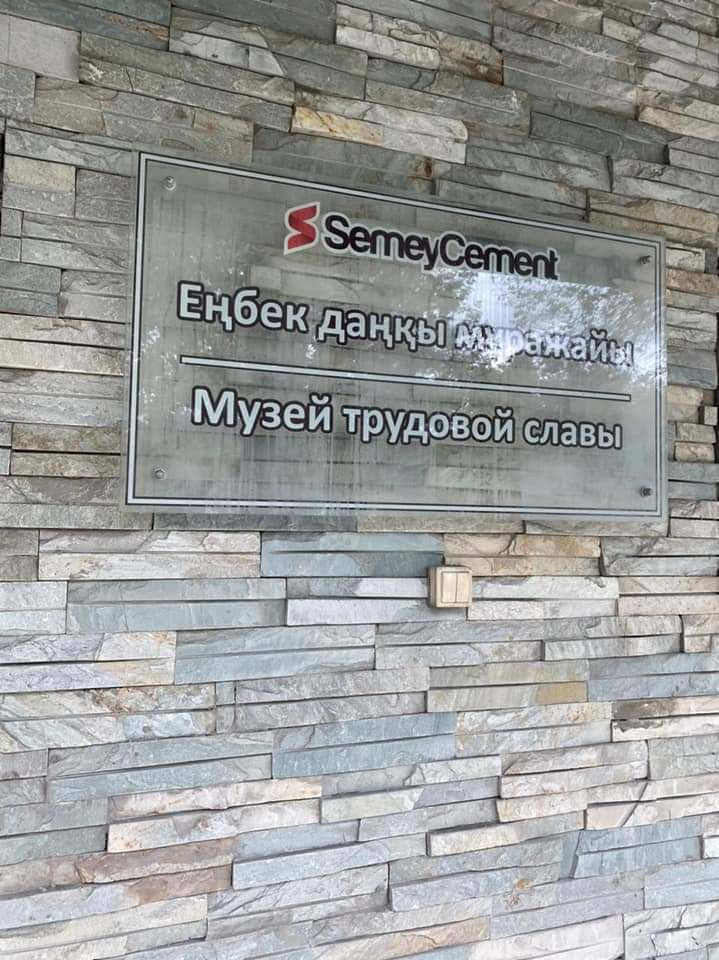
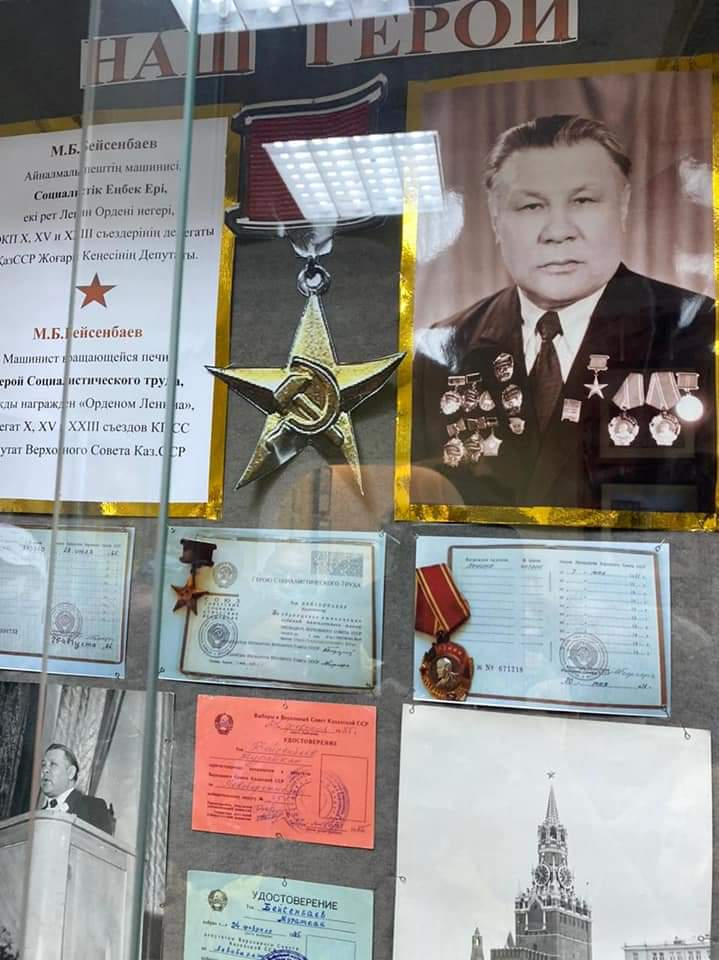
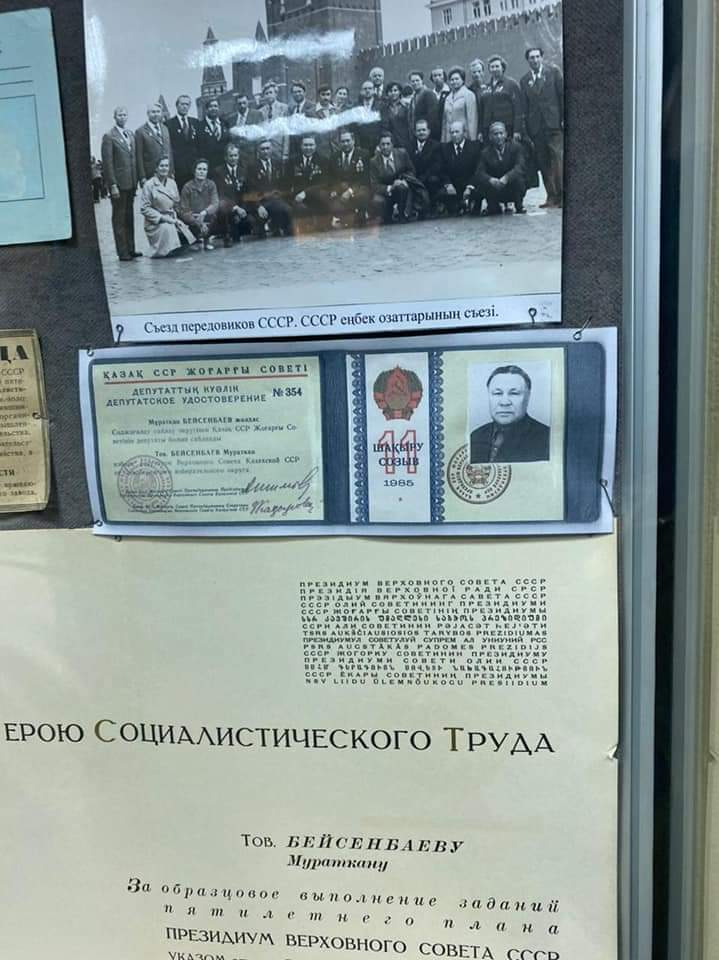